# Cobert del Colom
Cobert del Colom és una construcció a l'entrada del poble de Llindars per la carretera de Vilagrasseta a Llindars, a pocs metres de la bàscula. El cobert antigament era usat com a femer agrícola.

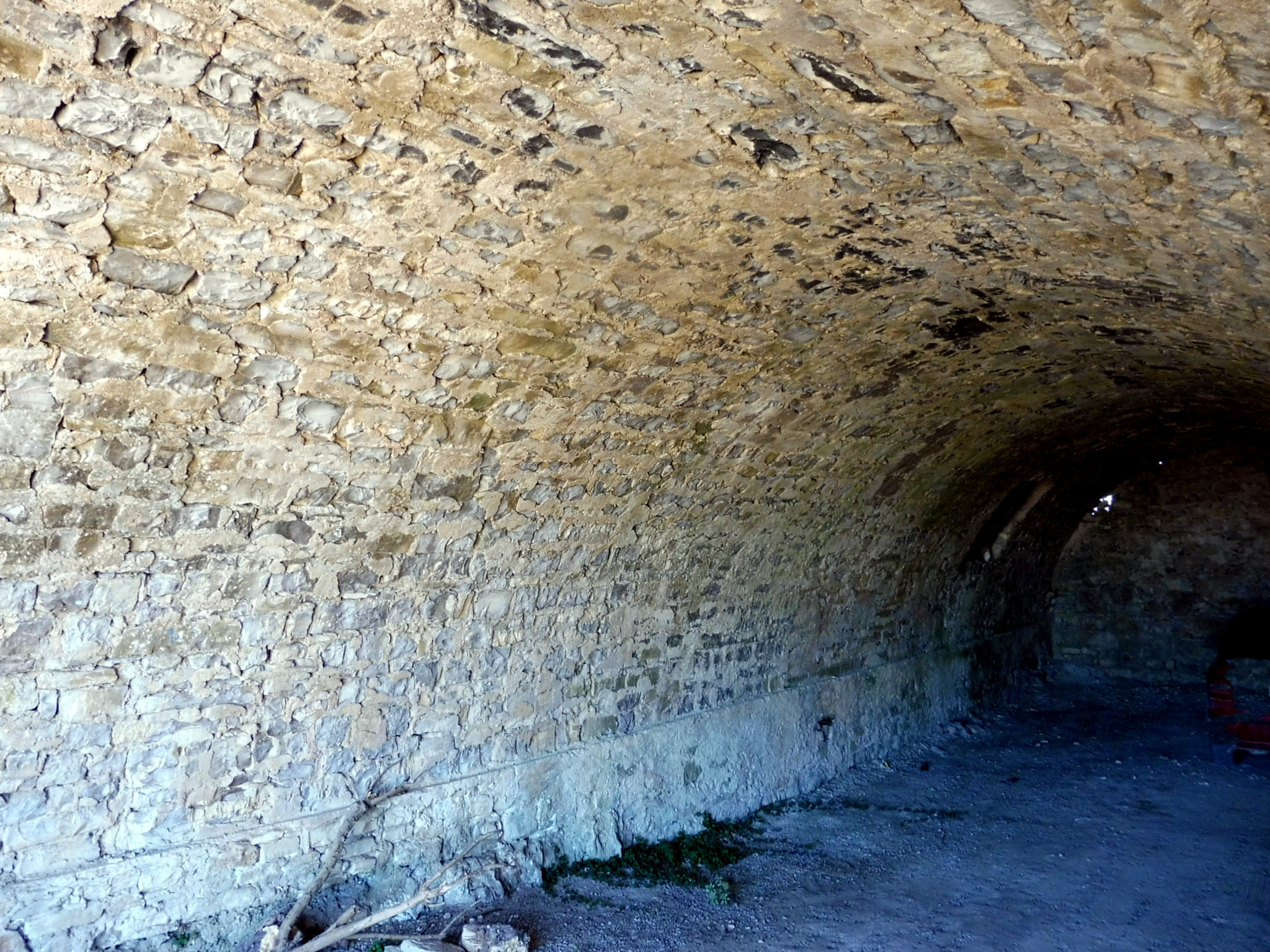
Interior del cobert

Aquesta construcció catalogada a l'Inventari del Patrimoni Arquitectònic de Catalunya, està formada per un conjunt de dues estructures, l'una amb volta de canó i l'altra amb coberta exterior a un vessant, ambdues adossades. Destaca però, l'estructura amb volta de canó de planta rectangular emprada, en origen, com a femer. Aquesta volta arranca quasi del mateix nivell del terra i presenta un treball incís a la clau de l'arc amb la data 1913. La coberta de volta de canó més o menys regular està realitzada amb pedres carreuades lligades amb terra, i recoberta externament amb terra argilosa.

## Història
1. 1 2  «Cobert del Colom de Llindars». Inventari del Patrimoni Arquitectònic de Catalunya.   Direcció General del Patrimoni Cultural de la Generalitat de Catalunya. [Consulta: 1r setembre 2015].